# نفرین‌شدگی (آلبوم)
| بررسی انتقادی  | بررسی انتقادی |
| منبع           | رتبه‌بندی      |
| -------------- | ------------- |
| آل‌میوزیک       | [ ۱ ]         |
| اسپاتنیک‌میوزیک | [ ۲ ]         |
| پیچفورک مدیا   | (۹٫۱/۱۰)      |

نفرین‌شدگی (به انگلیسی: Damnation) هفتمین آلبوم گروه موسیقی سوئدی، اپث، است. این آلبوم در سال ۲۰۰۳ منتشر شد..

## درباره
آلبوم در زمان مشابهی با آلبوم رهایی ضبط شد، اما با فاصله پنج ماه نسبت به آن انتشار پیدا کرد. تهیه کنندگی آلبوم با مشارکت استیون ویلسون انجام گرفت. در این آلبوم؛ گروه آهنگ‌های با مدت زمان کمتر را مورد توجه قرار داد که در آن از ریف‌های هوی متال استفاده نکرد و آهنگ‌ها با تأثیر از پراگرسیو راک دههٔ ۱۹۷۰ ساخته شده‌است.
مایکل آکرفلدت این آلبوم و آلبوم قبل گروه را به مادربزرگ خودش تقدیم کرد که در یک سانحه رانندگی در طی مراحل ضبط مرده بود.

## فهرست ترانه‌ها
1. « Windowpane » (آکرفلدت)
2. « In My Time of Need » (آکرفلدت)
3. « Death Whispered a Lullaby" (آکرفلدت/ویلسون)
4. « Closure » (آکرفلدت)
5. « Hope Leaves » (آکرفلدت)
6. « To Rid the Disease » (آکرفلدت)
7. « Ending Credits » (آکرفلدت)
8. « Weakness » (آکرفلدت)

## دست‌اندرکاران
- میکائیل اکرفلت - خواننده، گیتار، مهندسی
- پیتر لیندگرن - گیتار، مهندسی
- مارتین مندز - گیتار بیس
- مارتین لوپز - ساز کوبه‌ای، درام